# ريك وايت (لاعب كرة قاعدة)
ريك وايت (بالإنجليزية: Rick White)‏ هو لاعب كرة قاعدة أمريكي، ولد في 23 ديسمبر 1968 في سبرينغفيلد في الولايات المتحدة.

## وصلات خارجية
- ريك وايت على موقع دوري كرة القاعدة الرئيسي (الإنجليزية)
- ريك وايت على موقعبيزبول رفرنس.كوم (الدوري الرئيسي) (الإنجليزية)